# Шульбінська ГЕС
Шульбінська гідроелектростанція — ГЕС на річці Іртиш, поблизу сел. Шульбінськ, Східноказахстанська область, Казахстан. Входить до Іртишського каскаду ГЕС.

## Загальні відомості
ГЕС побудована за греблевим типом. Склад споруд ГЕС:
- правобережна земляна (гравійно-піщаний ґрунт) гребля з протифільтраційним елементом;
- лівобережна дамба довжиною 440 м;
- будівля ГЕС, поєднана з глибинними водоскидами;
- однокамерний однонитковий судноплавний шлюз з підвідними каналами;
- ВРП 220 кВ.

Потужність ГЕС — 702 МВт, середньорічне вироблення 1,66 млрд кВт · год. У будівлі ГЕС встановлено 6 гідроагрегатів з поворотно-лопатевими турбінами ПЛ50-В-850, що працюють при напорі 40 м (діаметр робочого колеса 8,5 м), і генераторами СВ-1636/200-80 УХЛ потужністю по 117 МВт. Виробник гідротурбін — харківський завод «Турбоатом», генераторів — санкт-петербурзьке підприємство «Електросила». Напірні споруди ГЕС утворюють велике Шульбінське водосховище сезонного регулювання. ГЕС здійснює покриття пікових навантажень в енергосистемі Казахстану.

## Історія будівництва та експлуатації
Будівництво гідроелектростанції було розпочато в 1976 році, пуск першого гідроагрегату відбувся 23 грудня 1987 року, останній гідроагрегат пущений 19 грудня 1994. До теперішнього часу, будівництво ГЕС не завершено. З 1997 року ГЕС знаходиться в концесії компанії AES строком на 20 років. При отриманні ГЕС у концесію, компанія зобов'язалася здійснити добудову ГЕС, зокрема, введення в експлуатацію судноплавного шлюзу, проте не виконала своїх зобов'язань. Судноплавний шлюз було повернуто державі в 2003 році і добудований за рахунок бюджетних коштів. Церемонія відкриття шлюзового каналу відбулася 12 жовтня 2004 , введення шлюзу в промислову експлуатацію відбулося навесні 2005 року. До теперішнього часу не вирішено питання з добудовою другої черги ГЕС і підвищенням позначки водосховища до проектних значень, що дозволить збільшити потужність і вироблення ГЕС (зокрема, корисний об'єм водосховища при цьому збільшиться з 1,8 до 7,1 км³).
Нижче Шульбінська ГЕС планується будівництво її контррегулятора — Булацької ГЕС, що дозволить ефективніше використовувати можливості ГЕС.